# Теббун, Абдельмаджид
Абдельмаджи́д Теббу́н (араб. عبد المجيد تبون‎; род. 17 ноября 1945) — государственный и политический деятель, президент Алжирской Народной Демократической Республики с 19 декабря 2019 года. Ранее дважды занимал должность министра по жилищному строительству, а в 2017 году был назначен на должность премьер-министра страны.

## Биография

### Ранние годы
Родился 17 ноября 1945 года в алжирском городе Мешерия. В 1965 году закончил Национальную школу администрирования. С 1991 по 1992 год был министром-делегатом муниципального правительства города Алжир. С 1999 по 2000 год работал в правительстве Алжира министром коммуникаций и культуры, а с 2000 по 2001 год вновь проходил государственную службу в качестве министра-делегата муниципального правительства.

### Работа в правительстве
С 2001 по 2002 год Абдельмаджид Теббун занимал должность министра жилищного строительства и городского планирования. С 2012 по 2017 год повторно работал на данной должности. 25 мая 2017 года был назначен на должность премьер-министра страны, сменив на этом посту Абдельмалека Селлаля. Однако вскоре, 16 августа этого же года, он был отправлен в отставку. Причиной стали его попытки проверить распределение госконтрактов.

### Президент Алжира
В 2019 году принял участие в президентских выборах, где одержал победу уже в 1-м туре, получив почти 5 млн голосов (58,15 %). 19 декабря официально вступил в должность главы государства.
Во время президентства Теббуна продолжались массовые протесты. Хотя Теббун и старался позиционировать себя как пострадавший от режима Абдельазиза Бутефлики политик, для многих алжирцев он оставался чиновником из его окружения.
На общенациональном референдуме, который состоялся 1 ноября 2020 года, 66,8 % проголосовавших граждан поддержали поправки в конституцию страны, которые предусматривали нахождение президента у власти не более двух сроков и сокращение его полномочий.
7 сентября 2024 года Теббун был переизбран президентом, набрав 94,65 % голосов. 14 сентября Конституционный суд Алжира провозгласил победу действующего президента Абдельмаджида Теббуна.